# Ivanivka, Jîtomîr
Ivanivka (în ucraineană Іванівка) este localitatea de reședință a comunei Ivanivka din raionul Jîtomîr, regiunea Jîtomîr, Ucraina.

## Demografie
Componența lingvistică a localității Ivanivka
     Ucraineană (96,33%)
     Rusă (2,81%)
     Alte limbi (0,73%)
Conform recensământului din 2001, majoritatea populației localității Ivanivka era vorbitoare de ucraineană (96,33%), existând în minoritate și vorbitori de rusă (2,81%).